# 23068 Tyagi
23068 Tyagi è un asteroide della fascia principale. Scoperto nel 1999, presenta un'orbita caratterizzata da un semiasse maggiore pari a 2,5307895 UA e da un'eccentricità di 0,1536852, inclinata di 2,33903° rispetto all'eclittica.